# Kanton Crécy-en-Ponthieu
Kanton Crécy-en-Ponthieu (fr. Canton de Crécy-en-Ponthieu) byl francouzský kanton v departementu Somme v regionu Pikardie. Skládal se z 21 obcí. Zrušen byl po reformě kantonů 2014.

## Obce kantonu
- Le Boisle
- Boufflers
- Brailly-Cornehotte
- Conteville
- Crécy-en-Ponthieu
- Dominois
- Domléger-Longvillers
- Dompierre-sur-Authie
- Estrées-lès-Crécy
- Fontaine-sur-Maye
- Froyelles
- Gueschart
- Hiermont
- Ligescourt
- Maison-Ponthieu
- Neuilly-le-Dien
- Noyelles-en-Chaussée
- Ponches-Estruval
- Vitz-sur-Authie
- Yvrench
- Yvrencheux